# Katamysis warpachowskyi
Katamysis warpachowskyi är en kräftdjursart som beskrevs av Georg Ossian Sars 1893. Katamysis warpachowskyi ingår i släktet Katamysis och familjen Mysidae. Inga underarter finns listade i Catalogue of Life.